# Yesünto'a
Yesünto'a là con của Mutukan, và là cháu trai của Sát Hợp Đài, người sáp lập Hãn quốc Sát Hợp Đài. Là anh trai của Yesü Möngke và Baidar. Cháu trai của ông là Alghu (con của Baidar) và em trai ông là Yesu Mongke, cả hai đều là Hãn của Hãn quốc Sát Hợp Đài.
Ông là cha của Hà Lạt Húc Liệt, Hãn của Sát Hợp Đài (1242-1246, 1252) và Baraq, Hãn của Sát Hợp Đài (1266–1271).

## Phả hệ của Hãn quốc Sát Hợp Đài
Trong Babur Nama được viết bởi Babur, Trang 19, Chương 1; mô tả phả hệ của Hãn Yunus:
"Hãn Yunus là hậu duệ của Hãn Sát Hợp Đài, Hãn Sát Hợp Đài con trai thứ hai của Thành Cát Tư Hãn.(theo phả hệ như sau) Hãn Yunus là con trai của Hãn Uwais, Hãn Uwais là con trai của Sher-'ali Aughlon, Sher-'ali Aughlon con trai của Hãn Muhammad, Hãn Muhammad là con trai của Hãn Khizr Khwaja, Hãn Khizr Khwaja là con trai của Hãn Tughluq-timur, Hãn Tughluq-timur là con trai của Hãn Aisan-bugha, Hãn Aisan-bugha là con trai của Hãn Duwa, Hãn Duwa là con trai của Hãn Baraq, Hãn Baraq là con trai của Hãn Yesü Nto'a, Hãn Yesü Nto'a là con trai của Mutukan, Mutukan con trai của Hãn Sáp Hợp Đài, Hãn Sáp Hợp Đài con trai của Thành Cát Tư Hãn"
| 1. Chingiz Khan 2. Chaghatai Khan 3. Mutukan 4. Yesü Nto'a 5. Ghiyas-ud-din Baraq 6. Duwa 7. Esen Buqa I | 1. Tughlugh Timur 2. Khizr Khoja 3. Muhammad Khan (Khan of Moghlustan) 4. Shir Ali Oglan 5. Uwais Khan(Vaise Khan) 6. Yunus Khan 7. Ahmad Alaq | 1. Sultan Said Khan 2. Abdurashid Khan 3. Abdul Karim Khan (Yarkand) |

## Genealogy of Abdul Karim Khan
Theo Tarikh-i-Rashidi của Mirza Muhammad Haidar Dughlat
"Chughtai Khanates" Một dự án nghiên cứu của Dr Abdul Rauf Mug